# التزلج الألبي في الألعاب البارالمبية الشتوية 2018
أقيمت منافسات التزلج الألبي في دورة الألعاب البارالمبية الشتوية 2018 في مركز جيونجسيون الألبي، كوريا الجنوبية. وقد حدثت الفعاليات الثلاثين في الفترة من 10 إلى 18 مارس 2018. 

## الفعاليات
مسابقات الفعاليات هي:
- التزلج المنحدر (وضعية الجلوس، وضعية الوقوف، ضعف البصر): النساء – الرجال
- سوبر جي (وضعية الجلوس، ضعية الوقوف، ضعف البصر): النساء – الرجال
- التزلج المتعرج العملاق (وضعية الجلوس، وضعية الوقوف، ضعف البصر): النساء – الرجال
- التزلج المتعرج (وضعية الجلوس، وضعية الوقوف، ضعف البصر): النساء – الرجال
- سوبر كومبيند (وضعية الجلوس، وضعية الوقوف، ضعف البصر): النساء – الرجال

## جدول المسابقات
وفيما يلي جدول المسابقات لجميع الفعاليات الثلاثين. 
جميع الأوقات محلية ( UTC+9 ).
| التاريخ | التوقيت | المسابقة                       |
| ------- | ------- | ------------------------------ |
| 10 مارس | 09:30   | التزلج المنحدر للسيدات         |
| 10 مارس | 10:47   | التزلج المنحدر للرجال          |
| 11 مارس | 09:30   | سوبر جي للسيدات                |
| 11 مارس | 11:02   | سوبر جي للرجال                 |
| 13 مارس | 9:30    | السوبر كومبيند للسيدات         |
| 13 مارس | 11:15   | السوبر كومبيند للرجال          |
| 13 مارس | 15:00   | السوبر كومبيند للسيدات         |
| 13 مارس | 16:02   | السوبر كومبيند للرجال          |
| 14 مارس | 09:30   | التزلج المتعرج العملاق للسيدات |
| 14 مارس | 10:30   | التزلج المتعرج العملاق للرجال  |
| 14 مارس | 14:15   | التزلج المتعرج العملاق للسيدات |
| 14 مارس | 15:15   | التزلج المتعرج العملاق للرجال  |
| 17 مارس | 09:30   | التزلج المتعرج للرجال          |
| 17 مارس | 14:00   | التزلج المتعرج للرجال          |
| 18 مارس | 09:30   | التزلج المتعرج للسيدات         |
| 18 مارس | 12:30   | التزلج المتعرج للسيدات         |

## ملخص الميداليات

### جدول الميداليات
*   البلد المضيف (مضيف)
| المرتبة | فريق                                   | ذهبية | فضية | برونزية | المجموع |
| ------- | -------------------------------------- | ----- | ---- | ------- | ------- |
| 1       | سلوفاكيا (SVK)                         | 6     | 4    | 1       | 11      |
| 2       | فرنسا (FRA)                            | 4     | 5    | 2       | 11      |
| 3       | ألمانيا (GER)                          | 4     | 5    | 1       | 10      |
| 4       | كندا (CAN)                             | 3     | 1    | 6       | 10      |
| 5       | سويسرا (SUI)                           | 3     | 0    | 0       | 3       |
| 6       | إيطاليا (ITA)                          | 2     | 1    | 1       | 4       |
| 7       | بريطانيا العظمى (GBR)                  | 1     | 4    | 2       | 7       |
| 8       | الولايات المتحدة (USA)                 | 1     | 3    | 2       | 6       |
| 8       | اليابان (JPN)                          | 1     | 3    | 2       | 6       |
| 10      | الرياضيون البارالمبيون المحايدين (NPA) | 1     | 1    | 2       | 4       |
| 11      | هولندا (NED)                           | 1     | 1    | 0       | 2       |
| 12      | نيوزيلندا (NZL)                        | 1     | 0    | 2       | 3       |
| 13      | النرويج (NOR)                          | 1     | 0    | 1       | 2       |
| 14      | كرواتيا (CRO)                          | 1     | 0    | 0       | 1       |
| 15      | النمسا (AUT)                           | 0     | 1    | 4       | 5       |
| 16      | إسبانيا (ESP)                          | 0     | 1    | 0       | 1       |
| 17      | أستراليا (AUS)                         | 0     | 0    | 2       | 2       |
| 18      | بلجيكا (BEL)                           | 0     | 0    | 1       | 1       |
| 18      | بولندا (POL)                           | 0     | 0    | 1       | 1       |
| المجموع | المجموع                                | 30    | 30   | 30      | 90      |

### مسابقات السيدات
| المسابقة               | الفئة        | الذهبية                                                                           | الذهبية | الفضية                                                                            | الفضية  | البرونزية                                                                         | البرونزية |
| ---------------------- | ------------ | --------------------------------------------------------------------------------- | ------- | --------------------------------------------------------------------------------- | ------- | --------------------------------------------------------------------------------- | --------- |
| التزلج المنحدر         | ضعف البصر    | هينريتا فاركاشوفا · المرشد [الإنجليزية]: ناتاليا شوبرتوفا [الإنجليزية] · سلوفاكيا | 1:29.72 | ميللى ونايت · المرشد [الإنجليزية]: بريت وايلد [الإنجليزية] · بريطانيا العظمى      | 1:30.58 | إليونور سانا [الإنجليزية] · المرشد [الإنجليزية]: كلوي سانا [الإنجليزية] · بلجيكا  | 1:31.60   |
| التزلج المنحدر         | وضعية الجلوس | آنا شافيلهوبر [الإنجليزية] · ألمانيا                                              | 1:33.26 | موموكا موراوكا [الإنجليزية] · اليابان                                             | 1:34.75 | لوري ستيفنز · الولايات المتحدة                                                    | 1:35.80   |
| التزلج المنحدر         | وضعية الوقوف | ماري بوشيه [الإنجليزية] · فرنسا                                                   | 1:30.30 | أندريا روثفوس [الإنجليزية] · ألمانيا                                              | 1:32.53 | مولي جيبسن [الإنجليزية] · كندا                                                    | 1:34.60   |
| سوبر-G                 | ضعف البصر    | هينريتا فاركاشوفا · المرشد [الإنجليزية]: ناتاليا شوبرتوفا [الإنجليزية] · سلوفاكيا | 1:30.17 | ميللى ونايت · المرشد [الإنجليزية]: بريت وايلد [الإنجليزية] · بريطانيا العظمى      | 1:33.76 | مينا فيتزباتريك · المرشد [الإنجليزية]: جينيفر كيهو [الإنجليزية] · بريطانيا العظمى | 1:34.54   |
| سوبر-G                 | وضعية الجلوس | آنا شافيلهوبر [الإنجليزية] · ألمانيا                                              | 1:34.76 | كلوديا لوش [الإنجليزية] · النمسا                                                  | 1:35.71 | موموكا موراوكا [الإنجليزية] · اليابان                                             | 1:36.10   |
| سوبر-G                 | وضعية الوقوف | ماري بوشيه [الإنجليزية] · فرنسا                                                   | 1:32.83 | أندريا روثفوس [الإنجليزية] · ألمانيا                                              | 1:33.10 | ألانا رامزي · كندا                                                                | 1:35.20   |
| التزلج المتعرج العملاق | ضعف البصر    | هينريتا فاركاشوفا · المرشد [الإنجليزية]: ناتاليا شوبرتوفا [الإنجليزية] · سلوفاكيا | 2:23.00 | مينا فيتزباتريك · المرشد [الإنجليزية]: جينيفر كيهو [الإنجليزية] · بريطانيا العظمى | 2:28.34 | ميليسا بيرين [الإنجليزية] · المرشد [الإنجليزية]: كريستيان جيجير · أستراليا        | 2:28.81   |
| التزلج المتعرج العملاق | وضعية الجلوس | موموكا موراوكا [الإنجليزية] · اليابان                                             | 2:26.53 | ليندا فان إمبلين [الإنجليزية] · هولندا                                            | 2:29.24 | كلوديا لوش [الإنجليزية] · النمسا                                                  | 2:29.30   |
| التزلج المتعرج العملاق | وضعية الوقوف | ماري بوشيه [الإنجليزية] · فرنسا                                                   | 2:22.92 | أندريا روثفوس [الإنجليزية] · ألمانيا                                              | 2:25.18 | مولي جيبسن [الإنجليزية] · كندا                                                    | 2:25.72   |
| التزلج المتعرج         | ضعف البصر    | مينا فيتزباتريك · المرشد [الإنجليزية]: جينيفر كيهو [الإنجليزية] · بريطانيا العظمى | 1:51.80 | هينريتا فاركاشوفا · المرشد [الإنجليزية]: ناتاليا شوبرتوفا [الإنجليزية] · سلوفاكيا | 1:52.46 | ميللى ونايت · المرشد [الإنجليزية]: بريت وايلد [الإنجليزية] · بريطانيا العظمى      | 1:53.39   |
| التزلج المتعرج         | وضعية الجلوس | أنا-لينا فورستر · ألمانيا                                                         | 1:55.82 | موموكا موراوكا [الإنجليزية] · اليابان                                             | 2:01.19 | هايكه إدر · النمسا                                                                | 2:04.85   |
| التزلج المتعرج         | وضعية الوقوف | ماري بوشيه [الإنجليزية] · فرنسا                                                   | 1:55.46 | مولي جيبسن [الإنجليزية] · كندا                                                    | 1:59.59 | أندريا روثفوس [الإنجليزية] · ألمانيا                                              | 2:00.08   |
| التزلج المختلط         | ضعف البصر    | هينريتا فاركاشوفا · المرشد [الإنجليزية]: ناتاليا شوبرتوفا [الإنجليزية] · سلوفاكيا | 2:27.72 | مينا فيتزباتريك · المرشد [الإنجليزية]: جينيفر كيهو [الإنجليزية] · بريطانيا العظمى | 2:29.00 | ميليسا بيرين [الإنجليزية] · المرشد [الإنجليزية]: كريستيان جيجير · أستراليا        | 2:30.82   |
| التزلج المختلط         | وضعية الجلوس | أنا-لينا فورستر · ألمانيا                                                         | 2:27.59 | آنا شافيلهوبر [الإنجليزية] · ألمانيا                                              | 2:30.11 | موموكا موراوكا [الإنجليزية] · اليابان                                             | 2:30.25   |
| التزلج المختلط         | وضعية الوقوف | مولي جيبسن [الإنجليزية] · كندا                                                    | 2:32.70 | أندريا روثفوس [الإنجليزية] · ألمانيا                                              | 2:33.07 | ألانا رامزي · كندا                                                                | 2:36.08   |

### مسابقات الرجال
| المسابقة               | الفئة        | الذهبية                                                                                      | الذهبية | الفضية                                                                                       | الفضية  | البرونزية | البرونزية |
| ---------------------- | ------------ | -------------------------------------------------------------------------------------------- | ------- | -------------------------------------------------------------------------------------------- | ------- | --- | --------- |
| التزلج المنحدر         | ضعف البصر    | ماك ماركوكس [الإنجليزية] · المرشد [الإنجليزية]: جاك ليتش [الإنجليزية] · كندا                 | 1:23.93 | جاكوب كراكو [الإنجليزية] · المرشد [الإنجليزية]: برانيسلاف بروزمان [الإنجليزية] · سلوفاكيا    | 1:25.35 | جياكومو بيرتاغنولي [الإنجليزية] · المرشد [الإنجليزية]: فابريزيو كاسال [الإنجليزية] · إيطاليا                        | 1:26.46   |
| التزلج المنحدر         | وضعية الجلوس | أندرو كوركا [الإنجليزية] · الولايات المتحدة                                                  | 1:24.11 | Taiki Morii · اليابان                                                                        | 1:25.75 | كوري بيترز · نيوزيلندا                                                                                              | 1:26.01   |
| التزلج المنحدر         | وضعية الوقوف | ثيو غمور [الإنجليزية] · سويسرا                                                               | 1:25.45 | آرثر بوشيت [الإنجليزية] · فرنسا                                                              | 1:26.29 | ماركوس سالشر [الإنجليزية] · النمسا                                                                                  | 1:26.39   |
| سوبر-G                 | ضعف البصر    | جاكوب كراكو [الإنجليزية] · المرشد [الإنجليزية]: برانيسلاف بروزمان [الإنجليزية] · سلوفاكيا    | 1:26.11 | جياكومو بيرتاغنولي [الإنجليزية] · المرشد [الإنجليزية]: فابريزيو كاسال [الإنجليزية] · إيطاليا | 1:26.29 | ميروسلاف هاروس [الإنجليزية] · المرشد [الإنجليزية]: ماروش هوديك [الإنجليزية] · سلوفاكيا                              | 1:26.66   |
| سوبر-G                 | وضعية الجلوس | كورت أوتواي [الإنجليزية] · كندا                                                              | 1:25.83 | أندرو كوركا [الإنجليزية] · الولايات المتحدة                                                  | 1:26.89 | فريديريك فرانسوا · فرنسا                                                                                            | 1:26.98   |
| سوبر-G                 | وضعية الوقوف | ثيو غمور [الإنجليزية] · سويسرا                                                               | 1:24.83 | آرثر بوشيت [الإنجليزية] · فرنسا                                                              | 1:26.64 | ماركوس سالشر [الإنجليزية] · النمسا                                                                                  | 1:27.89   |
| التزلج المتعرج العملاق | ضعف البصر    | جياكومو بيرتاغنولي [الإنجليزية] · المرشد [الإنجليزية]: فابريزيو كاسال [الإنجليزية] · إيطاليا | 2:10.51 | جاكوب كراكو [الإنجليزية] · المرشد [الإنجليزية]: برانيسلاف بروزمان [الإنجليزية] · سلوفاكيا    | 2:15.59 | ماك ماركوكس [الإنجليزية] · المرشد [الإنجليزية]: جاك ليتش [الإنجليزية] · كندا                                        | 2:17.51   |
| التزلج المتعرج العملاق | وضعية الجلوس | يسبر بيدرسن · النرويج                                                                        | 2:13.45 | تايلر ووكر · الولايات المتحدة                                                                | 2:13.79 | ايغور سيكورسكي [الإنجليزية] · بولندا                                                                                | 2:15.90   |
| التزلج المتعرج العملاق | وضعية الوقوف | ثيو غمور [الإنجليزية] · سويسرا                                                               | 2:12.47 | أليكسي بوجاييف · الرياضيون البارالمبيون المحايدين                                            | 2:13.49 | الكسيس جيموند [الإنجليزية] · كندا                                                                                   | 2:13.67   |
| التزلج المتعرج         | ضعف البصر    | جياكومو بيرتاغنولي [الإنجليزية] · المرشد [الإنجليزية]: فابريزيو كاسال [الإنجليزية] · إيطاليا | 1:36.12 | جاكوب كراكو [الإنجليزية] · المرشد [الإنجليزية]: برانيسلاف بروزمان [الإنجليزية] · سلوفاكيا    | 1:37.54 | فاليري ريدكوزوبوف [الإنجليزية] · المرشد [الإنجليزية]: يفجيني جيرويف [الإنجليزية] · الرياضيون البارالمبيون المحايدين | 1:38.02   |
| التزلج المتعرج         | وضعية الجلوس | دينو صقللوفيتش · كرواتيا                                                                     | 1:39.82 | تايلر ووكر · الولايات المتحدة                                                                | 1:40.55 | فريديريك فرانسوا · فرنسا                                                                                            | 1:42.03   |
| التزلج المتعرج         | وضعية الوقوف | آدم هول [الإنجليزية] · نيوزيلندا                                                             | 1:36.11 | آرثر بوشيت [الإنجليزية] · فرنسا                                                              | 1:36.50 | جيمي ستانتون [الإنجليزية] · الولايات المتحدة                                                                        | 1:37.37   |
| التزلج المختلط         | ضعف البصر    | ميروسلاف هاروس [الإنجليزية] · المرشد [الإنجليزية]: ماروش هوديك [الإنجليزية] · سلوفاكيا       | 2:14.22 | جون سانتاكانا مايزتيغي [الإنجليزية] · المرشد [الإنجليزية]: ميغيل غاليندو غارسيس · إسبانيا    | 2:15.13 | فاليري ريدكوزوبوف [الإنجليزية] · المرشد [الإنجليزية]: يفجيني جيرويف [الإنجليزية] · الرياضيون البارالمبيون المحايدين | 2:17.10   |
| التزلج المختلط         | وضعية الجلوس | جيرون كامبشروور · هولندا                                                                     | 2:11.59 | فريديريك فرانسوا · فرنسا                                                                     | 2:12.91 | يسبر بيدرسن · النرويج                                                                                               | 2:13.74   |
| التزلج المختلط         | وضعية الوقوف | أليكسي بوجاييف · الرياضيون البارالمبيون المحايدين                                            | 2:10.56 | آرثر بوشيت [الإنجليزية] · فرنسا                                                              | 2:10.88 | آدم هول [الإنجليزية] · نيوزيلندا                                                                                    | 2:15.32   |

## وصلات خارجية
- IPC – الموقع الرسمي
- الفائزون بالعديد من الميداليات - اللجنة البارالمبية الدولية للتزلج على الجليد – الموقع الرسمي
- كتاب النتائج الرسمية – التزلج على جبال الألب